# Taisei Yokusankai
L'Associazione per il sostegno dell'Autorità Imperiale (in giapponese 大政翼賛会 -  Taisei Yokusankai) è stata un'organizzazione politica giapponese di ispirazione fascista attiva dal 1940 al 1945. Formalmente si presentava come un'associazione patriottica, ma condusse nel 1940 allo scioglimento e abolizione di tutti gli altri partiti, cancellando di fatto ogni rappresentanza politica e pluralismo democratico.

## Storia

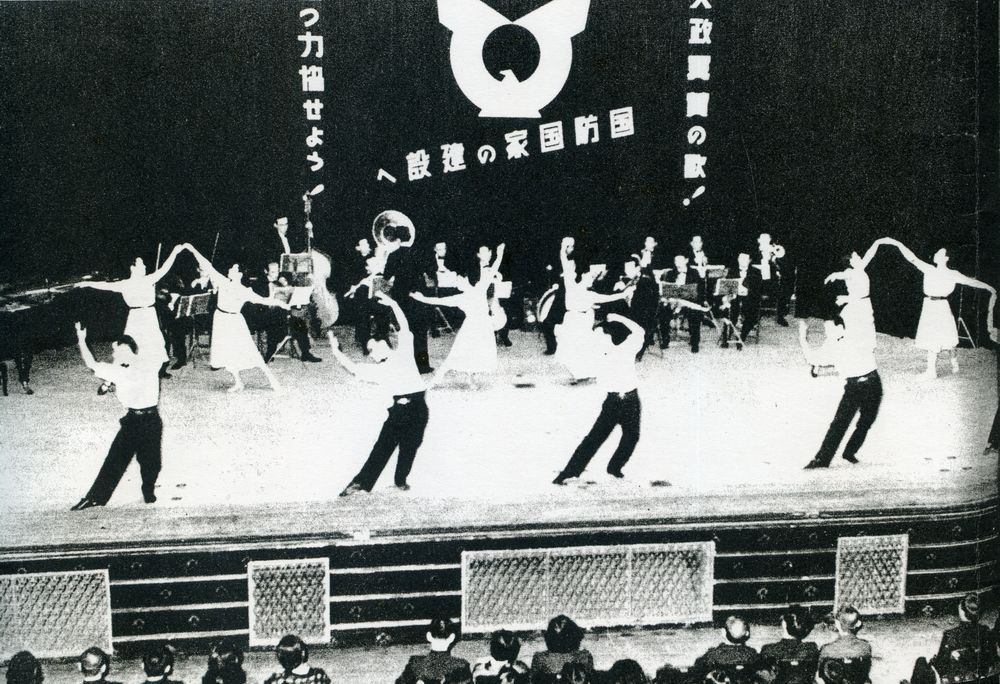
La cerimonia di fondazione del partito

L'associazione fu costituita per iniziativa del primo ministro Fumimaro Konoe con lo scopo principale di far cessare il frazionamento della destra giapponese e di creare un partito unico che potesse sostenere lo sforzo bellico dell'Impero.
Al suo interno confluirono vari movimenti e partiti politici preesistenti tra i quali il Kokumin Dōmei di Kenzō Adachi, Tōseiha, Kōdōha, e il Tōhōkai di Nakano Seigō.
L'associazione promosse il potenziamento delle altre associazioni di vicinato chiamate Tonarigumi per sostenere e indirizzare l'azione sul territorio dei cittadini animati da spirito patriottico e per potere disporre di una base informativa diffusa in tutto il paese.
L'associazione venne sciolta formalmente il 13 giugno 1945.